# نيوتن دي سوردي
نيوتن دي سوردي (بالبرتغالية: Nílton De Sordi‏) (مواليد 14 فبراير 1931) هو لاعب كرة قدم. يلعب مع منتخب البرازيل لكرة القدم. سبق له أن لعب في كأس العالم لكرة القدم مع منتخب بلاده.

## روابط خارجية
- نيوتن دي سوردي على موقع الاتحاد الدولي (مؤرشف)  (الإنجليزية)
- نيوتن دي سوردي على موقع قاعدة بيانات كرة القدم.إي يو (الإنجليزية)
- نيوتن دي سوردي على موقع ناشيونال فوتبول تيمز (الإنجليزية)
- نيوتن دي سوردي على موقع عالم كرة القدم.نت (الإنجليزية)